# オレクサンドル・ウシク 対 ムラト・ガシエフ戦
オレクサンドル・ウシク 対 ムラト・ガシエフ戦（オレクサンドル・ウシク たい ムラト・ガシエフせん）は、2018年7月21日にロシア・モスクワのオリンピック・スタジアムで開催されたプロボクシングの試合。WBC・WBO世界クルーザー級王者のウシクとWBA・IBF世界クルーザー級王者のガシエフが行う4団体王座統一戦でWorld Boxing Super Seriesのクルーザー級の決勝戦。通算で3回目となる4団体統一戦となった。アンダーカードで準決勝でウシクに敗れた前WBC世界クルーザー級王者マイリス・ブリエディスの復帰戦が組まれた。

## World Boxing Super Seriesクルーザー級決勝戦までの道のり

### 一回戦
2017年9月9日、ベルリンのマックス・シュメリング・ハレでWBO世界クルーザー級王者のウシクとWBO世界クルーザー級9位のマルコ・フックが対戦。ウシクが10回2分18秒TKO勝ちを収め3度目の防衛に成功し、WBSSの準決勝に進出した。
2017年9月23日、テキサス州サンアントニオのアラモドームでWBA世界クルーザー級王者のユニエル・ドルティコスとWBA世界クルーザー級6位でWBC世界クルーザー級シルバー王者のディミトリー・クドリャショフが対戦。ドルティコスが2回2分10秒KO勝ちを収め初防衛に成功し、WBSSの準決勝に進出した。
2017年9月30日、リガのアリーナ・リガでWBC世界クルーザー級王者のマイリス・ブリエディスとWBC世界クルーザー級12位のマイク・ペレスが対戦。ブリエディスが12回3-0（116-110、115-111、114-112）の判定勝ちを収め初防衛に成功し、WBSSの準決勝に進出した。
2017年10月21日、ニュージャージー州ニューアークのプルデンシャル・センターでIBF世界クルーザー級王者のガシエフとIBF世界クルーザー級1位のクシシュトフ・ヴウォダルチクが対戦。ガシエフが3回1分57秒KO勝ちを収め初防衛に成功し、WBSSの準決勝に進出した。

### 準決勝
2018年1月27日、アリーナ・リガでWBO王者のウシクとWBC王者のブリエディスが対戦。ウシクが12回2-0（115-113×2、114-114）の判定勝ちを収めWBO王座の4度目の防衛とWBC王座の獲得に成功し、WBSSの決勝に進出した。
2018年2月3日、ロシアのソチにあるボリショイ・アイス・ドームでIBF王者のガシエフとWBA王者のドルティコスが対戦。ガシエフが12回2分52秒TKO勝ちを収めIBF王座の2度目の防衛とWBA王座獲得に成功し、WBSSの決勝に進出した。

### 決勝
2018年5月11日、サウジアラビアのジッダでWBSSの決勝戦が行われる予定であったが、ウシクがトレーニング中に腕を負傷した為、夏頃に延期となった。
2018年6月20日、同年7月21日にロシア・モスクワのオリンピック・スタジアムで、WBC・WBO王者のウシクとWBA・IBF王者のガシエフによる4団体統一戦及びWBSS決勝戦が行われることが発表された。
2018年7月20日、前日計量が行われ、両者とも199ポンドを計測し両者とも一発で計量をパスした。
2018年7月21日、オリンピック・スタジアムで行われたWBA・WBC・IBF・WBO世界クルーザー級王座統一戦に於いて、ウシクが12回3-0（119-109×2、120-108）の判定勝ちを収め4団体統一に成功すると同時に、WBSSクルーザー級の優勝者となった。

## トーナメント表
|  | 一回戦 2017年9月9日（ベルリン・マックス・シュメリング・ハレ） 9月23日（サンアントニオ・アラモドーム） 9月30日（リガ・アリーナ・リガ） 10月21日（ニューアーク・プルデンシャル・センター） | 一回戦 2017年9月9日（ベルリン・マックス・シュメリング・ハレ） 9月23日（サンアントニオ・アラモドーム） 9月30日（リガ・アリーナ・リガ） 10月21日（ニューアーク・プルデンシャル・センター） | 一回戦 2017年9月9日（ベルリン・マックス・シュメリング・ハレ） 9月23日（サンアントニオ・アラモドーム） 9月30日（リガ・アリーナ・リガ） 10月21日（ニューアーク・プルデンシャル・センター） |                  |                        | 準決勝戦 2018年1月27日（アリーナ・リガ） 2月3日（ソチ・ボリショイ・アイス・ドーム） | 準決勝戦 2018年1月27日（アリーナ・リガ） 2月3日（ソチ・ボリショイ・アイス・ドーム） | 準決勝戦 2018年1月27日（アリーナ・リガ） 2月3日（ソチ・ボリショイ・アイス・ドーム） |  |  | 決勝戦 7月21日（モスクワオリンピック・スタジアム） | 決勝戦 7月21日（モスクワオリンピック・スタジアム） | 決勝戦 7月21日（モスクワオリンピック・スタジアム） |
|  | | | |                  |                        |                                                                                     |                                                                                     |                                                                                     |  |  |                                                    |                                                    |                                                    |
|  | ○ | オレクサンドル・ウシク | TKO |                  |                        |                                                                                     |                                                                                     |                                                                                     |  |  |                                                    |                                                    |                                                    |
|  | ● | マルコ・フック | 10R 2:18 |                  |                        |                                                                                     |                                                                                     |                                                                                     |  |  |                                                    |                                                    |                                                    |
|  | ● | マルコ・フック | 10R 2:18 |                  | ○                      | オレクサンドル・ウシク                                                              | 判定2-0                                                                             |                                                                                     |  |  |                                                    |                                                    |                                                    |
|  | | | |                  | ○                      | オレクサンドル・ウシク                                                              | 判定2-0                                                                             |                                                                                     |  |  |                                                    |                                                    |                                                    |
|  | | ● | マイリス・ブリエディス | 12R              |                        |                                                                                     |                                                                                     |                                                                                     |  |  |                                                    |                                                    |                                                    |
|  | ○ | ● | マイリス・ブリエディス | 12R              | マイリス・ブリエディス | 判定3-0                                                                             |                                                                                     |                                                                                     |  |  |                                                    |                                                    |                                                    |
|  | ○ | | |                  | マイリス・ブリエディス | 判定3-0                                                                             |                                                                                     |                                                                                     |  |  |                                                    |                                                    |                                                    |
|  | ● | マイク・ペレス | 12R |                  |                        |                                                                                     |                                                                                     |                                                                                     |  |  |                                                    |                                                    |                                                    |
|  | | | |                  |                        |                                                                                     |                                                                                     |                                                                                     |  |  | ○                                                  | オレクサンドル・ウシク                             | 判定3-0                                            |
|  | | | ● | ムラト・ガシエフ | 12R                    |                                                                                     |                                                                                     |                                                                                     |  |  |                                                    |                                                    |                                                    |
|  | ● | クシシュトフ・ヴウォダルチク | KO |                  |                        |                                                                                     |                                                                                     |                                                                                     |  |  |                                                    |                                                    |                                                    |
|  | ○ | ムラト・ガシエフ | 3R 1:57 |                  |                        |                                                                                     |                                                                                     |                                                                                     |  |  |                                                    |                                                    |                                                    |
|  | ○ | ムラト・ガシエフ | 3R 1:57 |                  | ○                      | ムラト・ガシエフ                                                                    | KO                                                                                  |                                                                                     |  |  |                                                    |                                                    |                                                    |
|  | | | |                  | ○                      | ムラト・ガシエフ                                                                    | KO                                                                                  |                                                                                     |  |  |                                                    |                                                    |                                                    |
|  | | ● | ユニエル・ドルティコス | 12R 2:52         |                        |                                                                                     |                                                                                     |                                                                                     |  |  |                                                    |                                                    |                                                    |
|  | ○ | ● | ユニエル・ドルティコス | 12R 2:52         | ユニエル・ドルティコス | KO                                                                                  |                                                                                     |                                                                                     |  |  |                                                    |                                                    |                                                    |
|  | ○ | | |                  | ユニエル・ドルティコス | KO                                                                                  |                                                                                     |                                                                                     |  |  |                                                    |                                                    |                                                    |
|  | ● | ディミトリー・クドリャショフ | 2R 2:10 |                  |                        |                                                                                     |                                                                                     |                                                                                     |  |  |                                                    |                                                    |                                                    |

## 対戦カード
^Note 1 WBA・WBC・IBF・WBO世界クルーザー級王座統一戦、リングマガジン世界クルーザー級王座決定戦、World Boxing Super Seriesクルーザー級決勝戦
^Note 2 WBAインターナショナルスーパーミドル級タイトルマッチ及びWBA世界スーパーミドル級挑戦者決定戦
^Note 3 WBAアジアミドル級タイトルマッチ及びIBFインターナショナルミドル級王座決定戦
^Note 4 WBAインターコンチネンタルスーパーミドル級王座決定戦
^Note 5 WBA・WBC・IBF・WBO・IBO女子世界ウェルター級タイトルマッチ（サガイダコフスカヤが保持するWBC女子世界スーパーウェルター級暫定王座は懸けられない）